# Rhodothemis mauritsi
Rhodothemis mauritsi – gatunek ważki z rodziny ważkowatych (Libellulidae). Znany tylko ze starych stwierdzeń z trzech stanowisk w okolicach miasta Jayapura w indonezyjskiej części Nowej Gwinei.